# 西部省 (巴布亞紐幾內亞)
西部省（英語：Western Province）是巴布亚新几内亚西南部的一個省，位於新幾內亞島西南部，西鄰印尼巴布亞省，南臨托雷斯海峽，東南臨巴布亞灣。面積99,300平方公里，是該國面積最大的省份。2000年人口153,304人。首府達魯。
下分三區。